# Las Tres Villas
Las Tres Villas est une commune de la comarque de Filabres-Tabernas dans la province d'Almería, Andalousie, en Espagne.

## Géographie

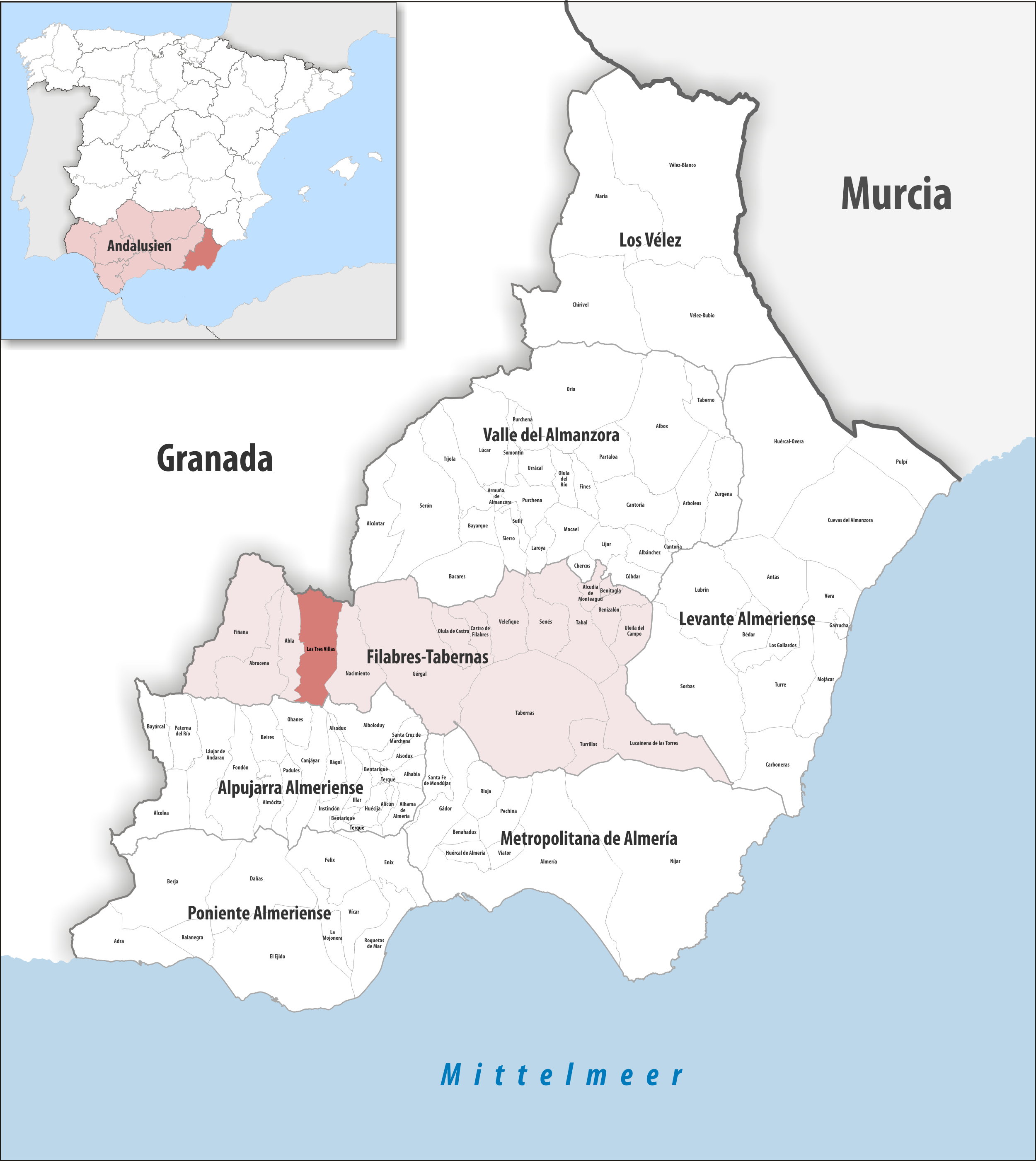
Las Tres Villas dans la comarque Filabres-Tabernas, province d'Almería / en Andalousie

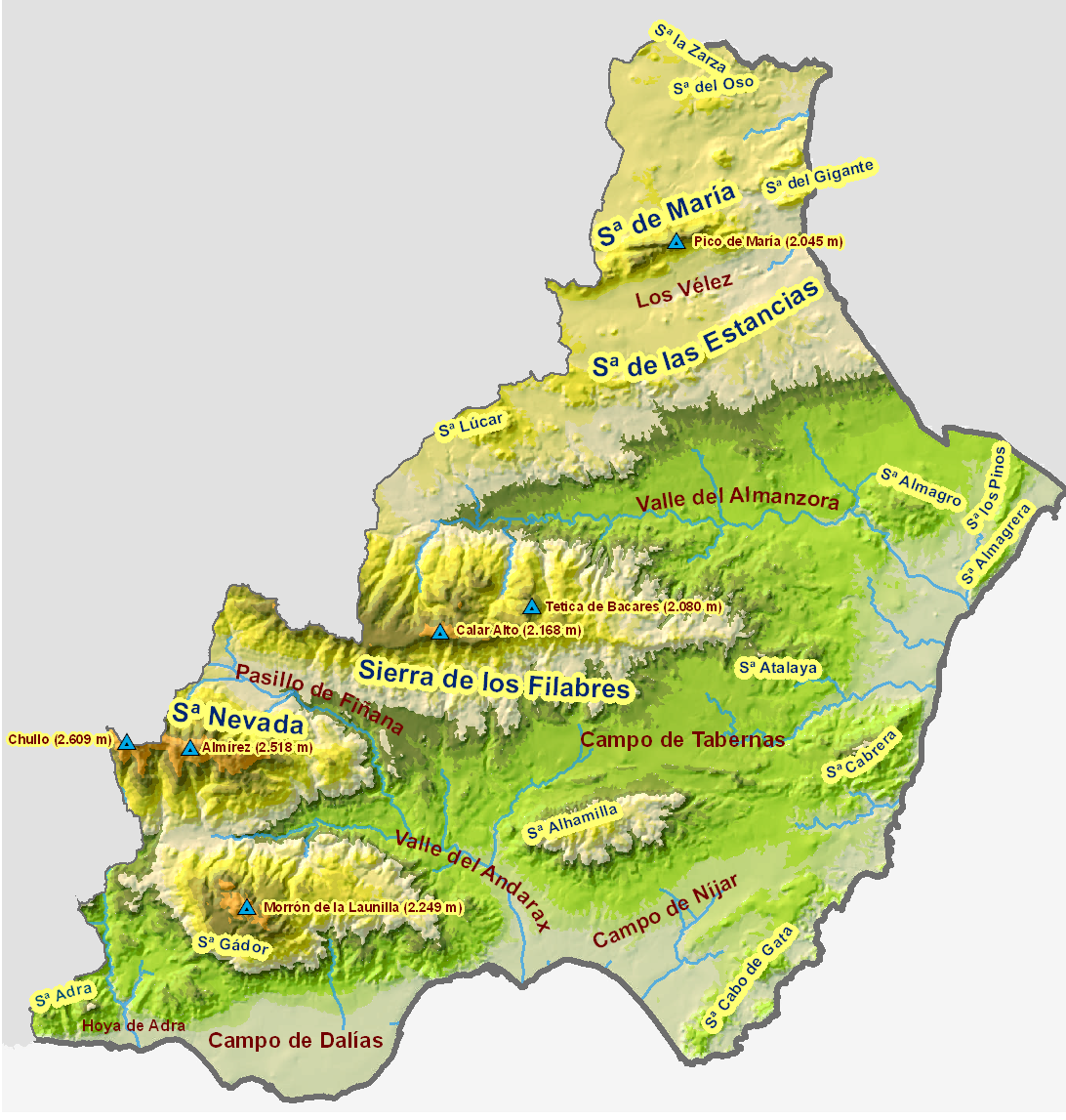
Schéma des montagnes de la province d'Almeria

### Localisation
La commune de Las Tres Villas se trouve dans le sud-est de l'Espagne, vers l'ouest de la province d'Almería et en centre-ouest de la comarque Filabres-Tabernas. Au nord, elle jouxte une commune de la province de Grenade : Baza, dans la comarque de Baza.
Tabernas est à 42 km est-sud-est ;
Almería à 59 km sud ;
Madrid à 491 km nord-nord-ouest ;
Gibraltar à 362 km ouest-sud-ouest (distances par route).

### Généralités
Les trois villages qui sont à l'origine du nom de la commune sont Ocaña (es), Doña María (es) (tous deux sur le cours du Nacimiento) et Escúllar (es) (7 km au nord-ouest de Doña María). 
Il y a aussi quelques hameaux : 
La Mosca (à la sortie sud-est de Doña María),
Los Gregorios (2,5 km sud-est de Doña María), 
Los Soleres (1,3 km à l'est de Doña María),
Los Laos-Los Lázaros (1 km au nord de Doña María), 
La Estación (sur la ligne de chemin de fer Linares - Almería, à 2,5 km au nord-est de Doña María), 
Piedras Blancas (12 km au nord de Doña María), 
El Haza de Riego (es) (20 km au nord de Doña María),
Santillana (dans le sud, sur la limite du parc national Sierra de Nevada, à seulement 5 km de Doña María à vol d'oiseau mais 20 km par la route pour contourner des montagnes), 
El Cortijo Real.
Le Nacimiento (es), affluent de l'Andarax, traverse la commune d'ouest en est.
Une petite partie de la commune au sud (environ 1 × 3,5 km) est incluse dans l'extrémité est du parc national de la Sierra Nevada.

Au nord, Las Tres Villas jouxte la commune grenadine de Baza qui est entièrement dans le parc naturel de la sierra de Baza.

Entre la Sierra Nevada au sud et la sierra de Baza au nord, le centre de la commune se trouve dans le couloir de Fiñana (pasillo de Fiñana).
Il y a au moins une trentaine d'éoliennes sur la commune : certaines installées sur une ligne nord-sud au nord du Nacimiento, d'autres sur les collines à l'ouest de la commune.

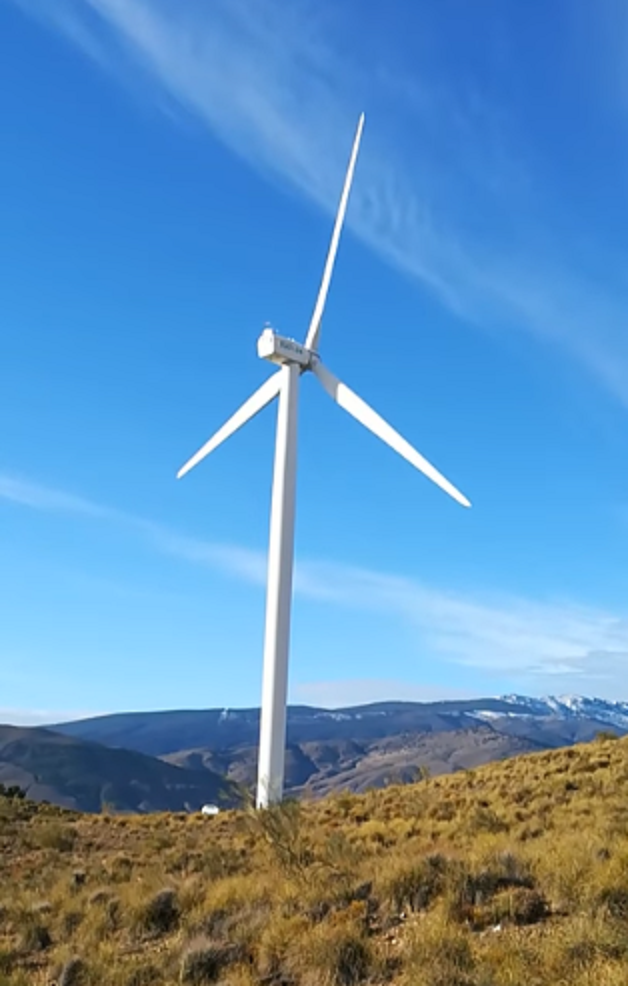
Éolienne près d'Escúllar (es)
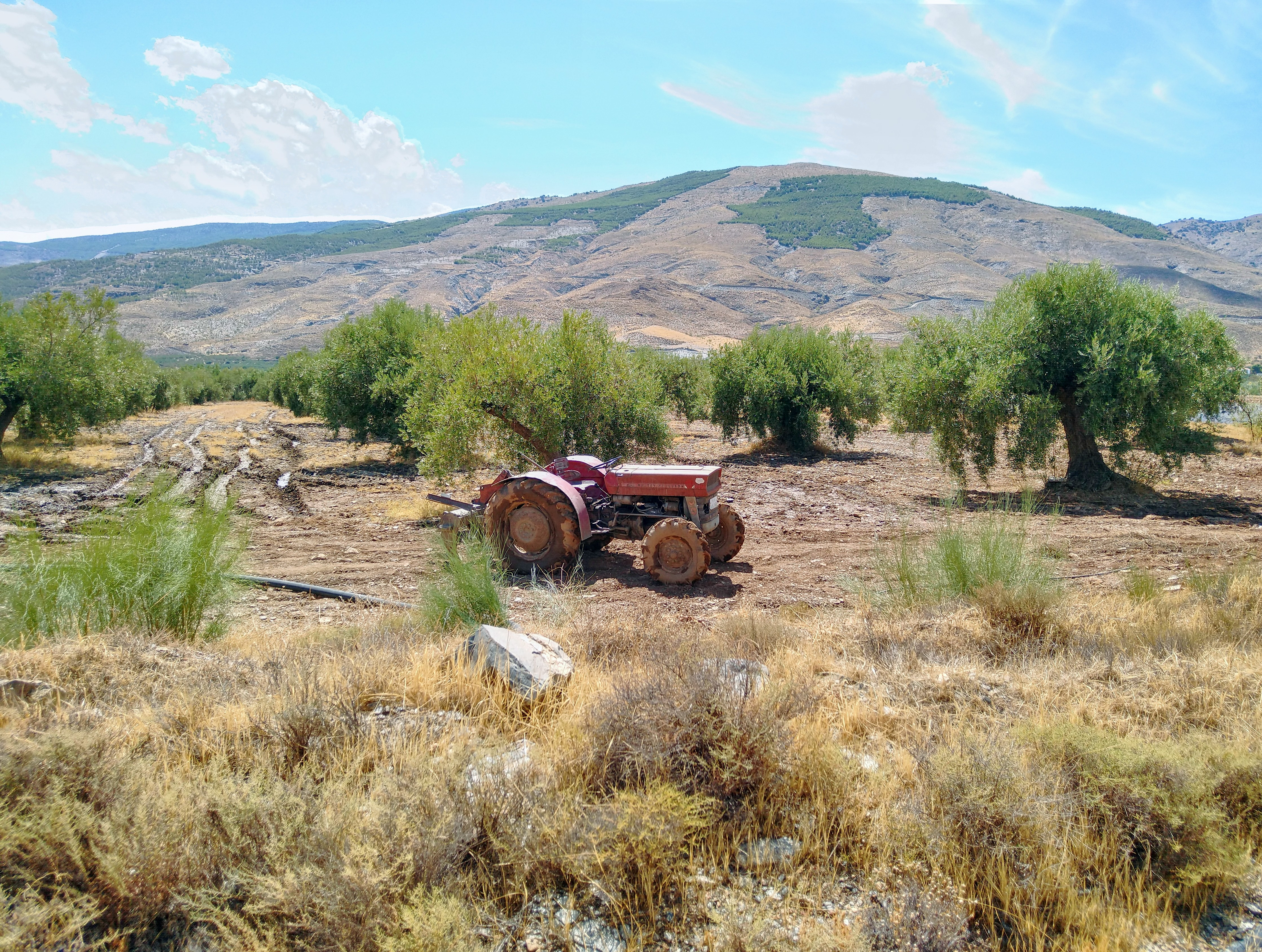
La campagne vers Escúllar
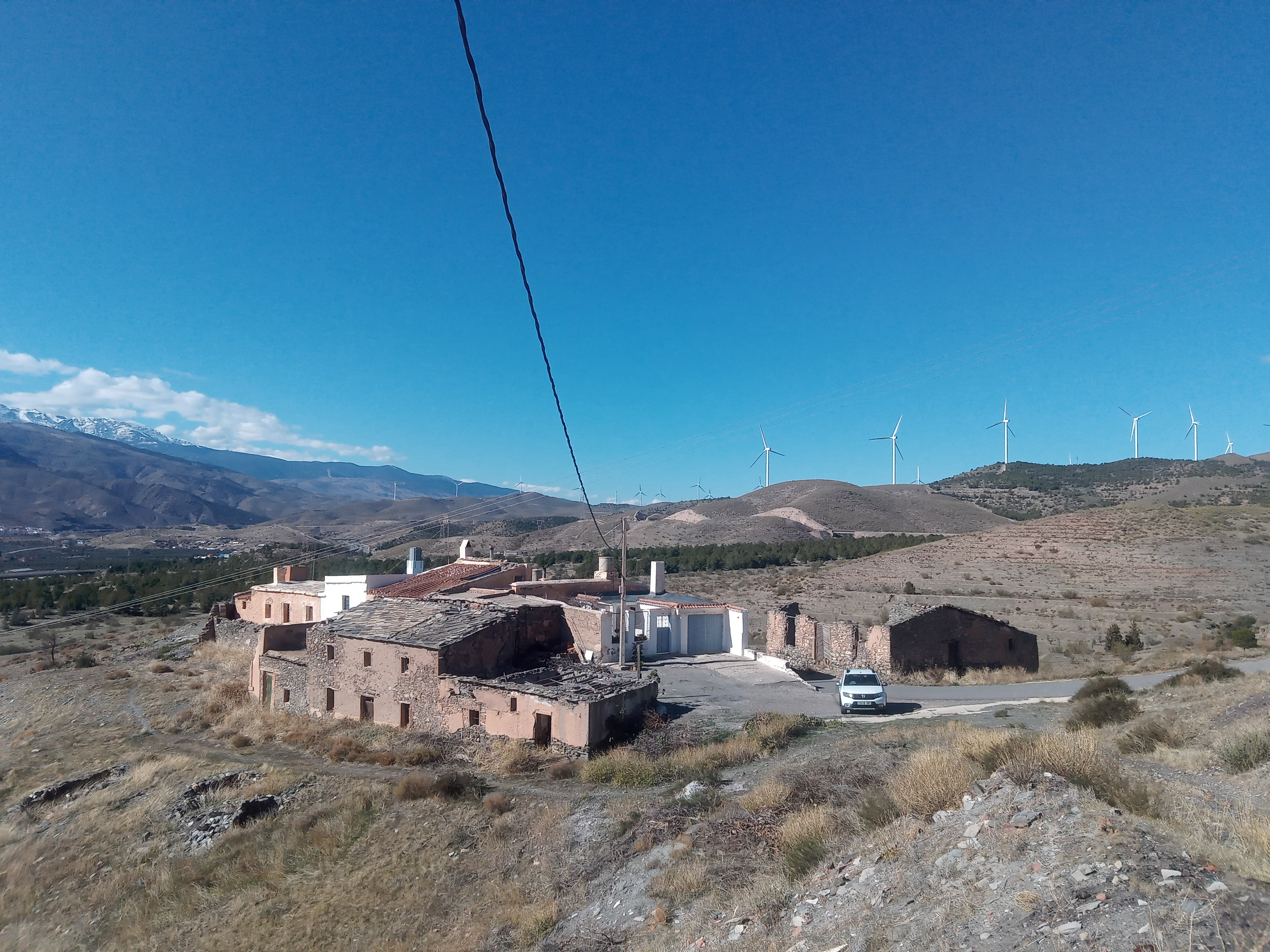
La Estación et des éoliennes
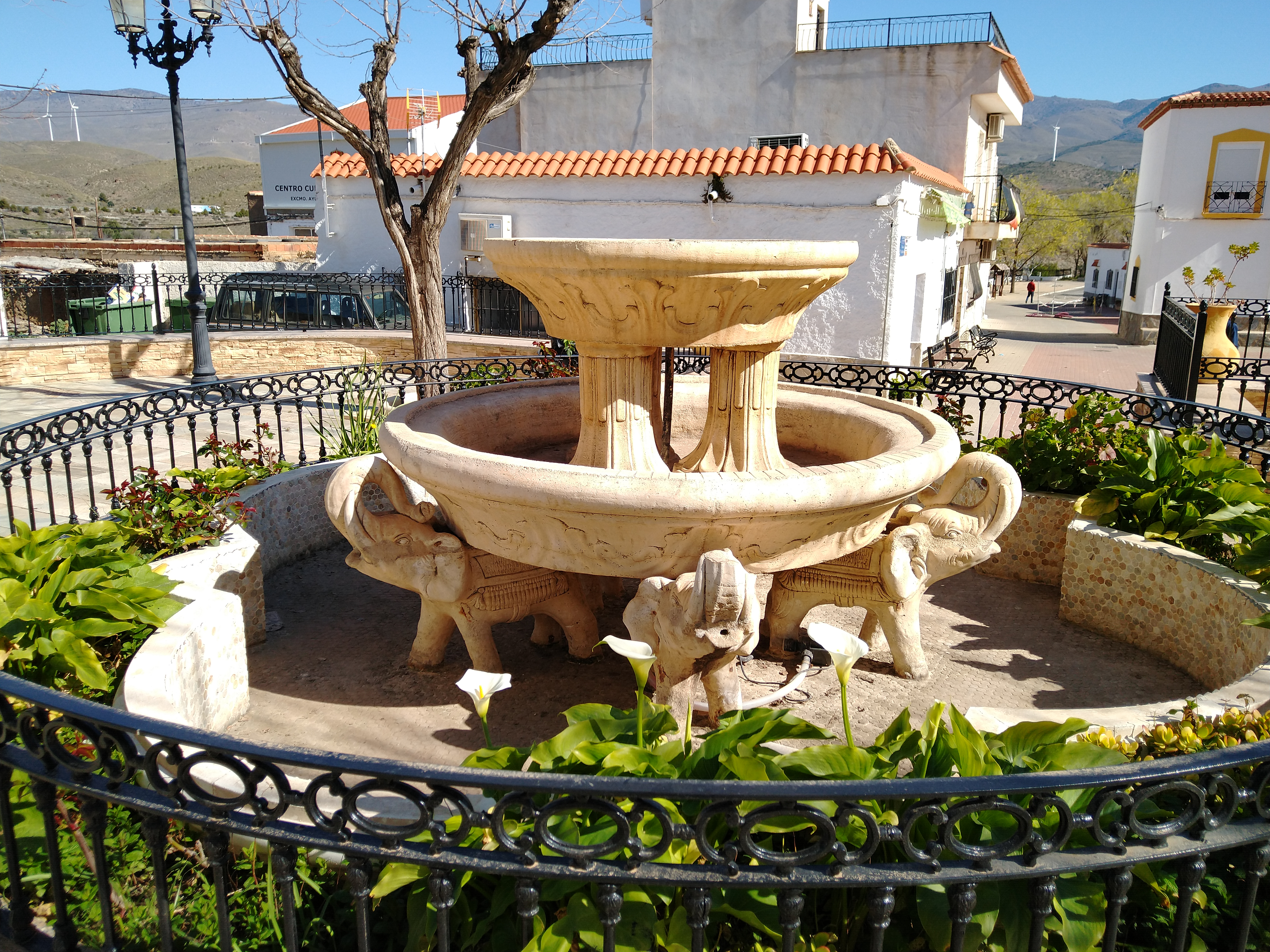
Une des fontaines d'Ocaña (es)
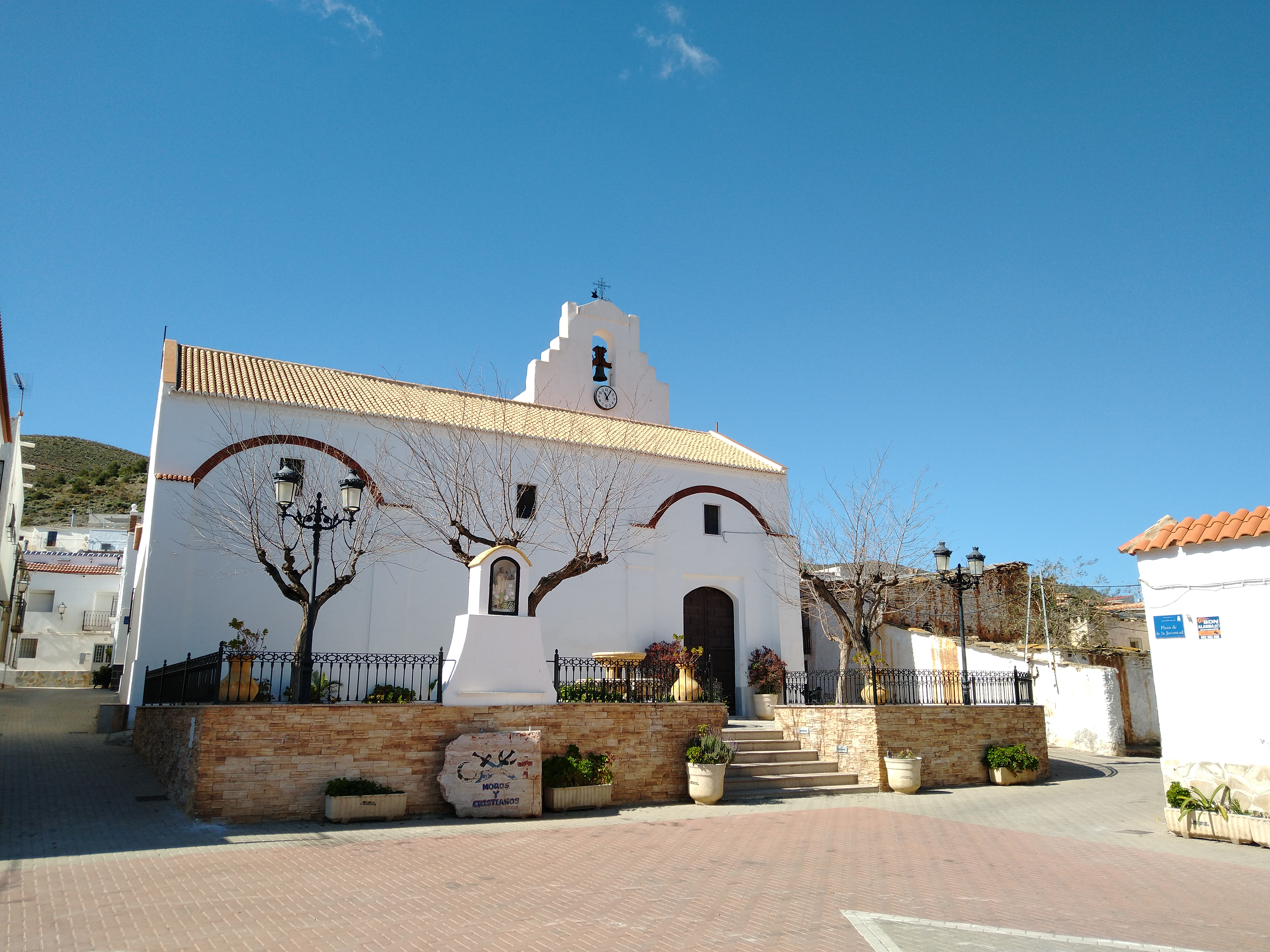
Église Saint-Bernard, Ocaña
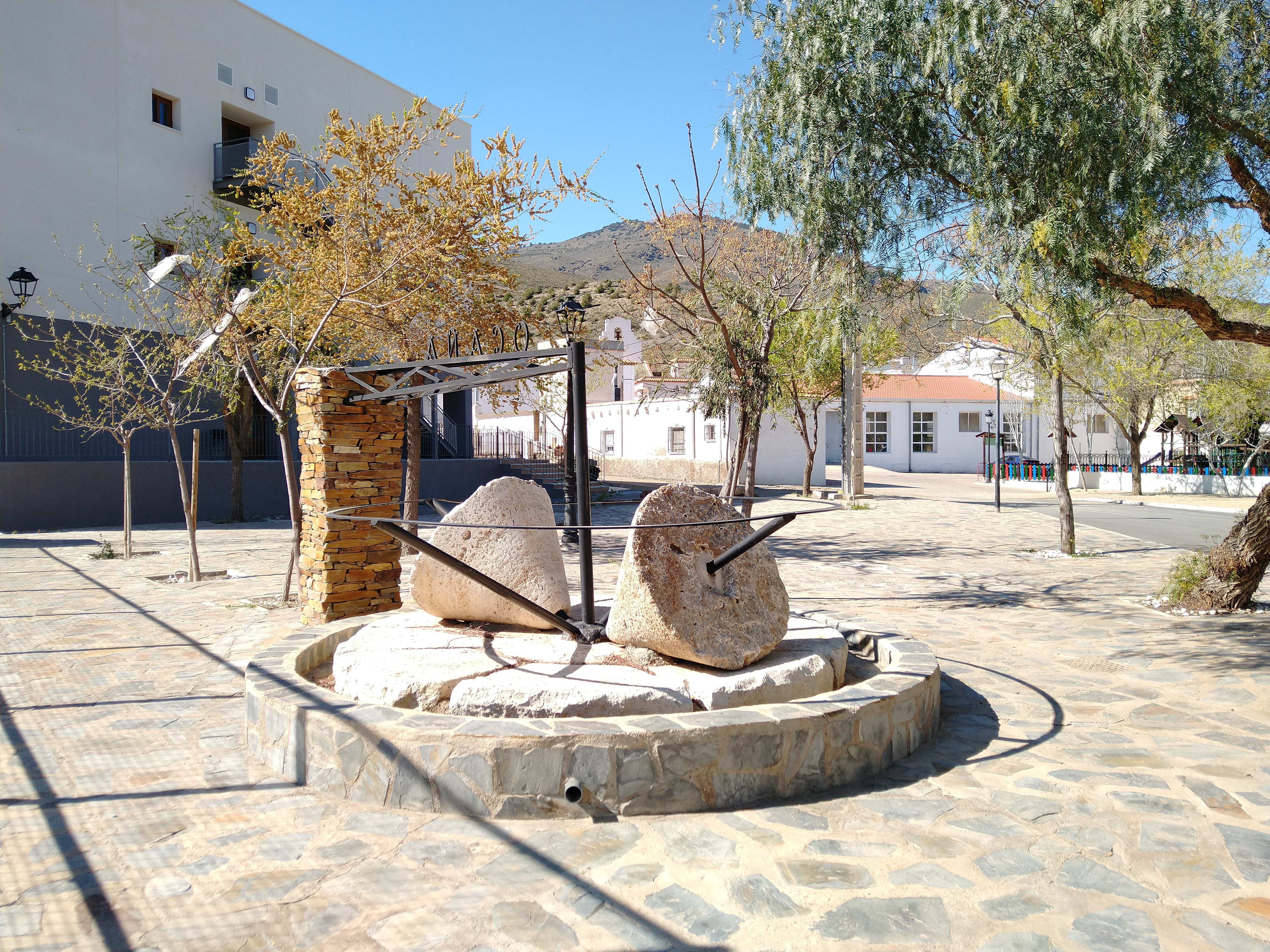
Presse à huile, Ocaña
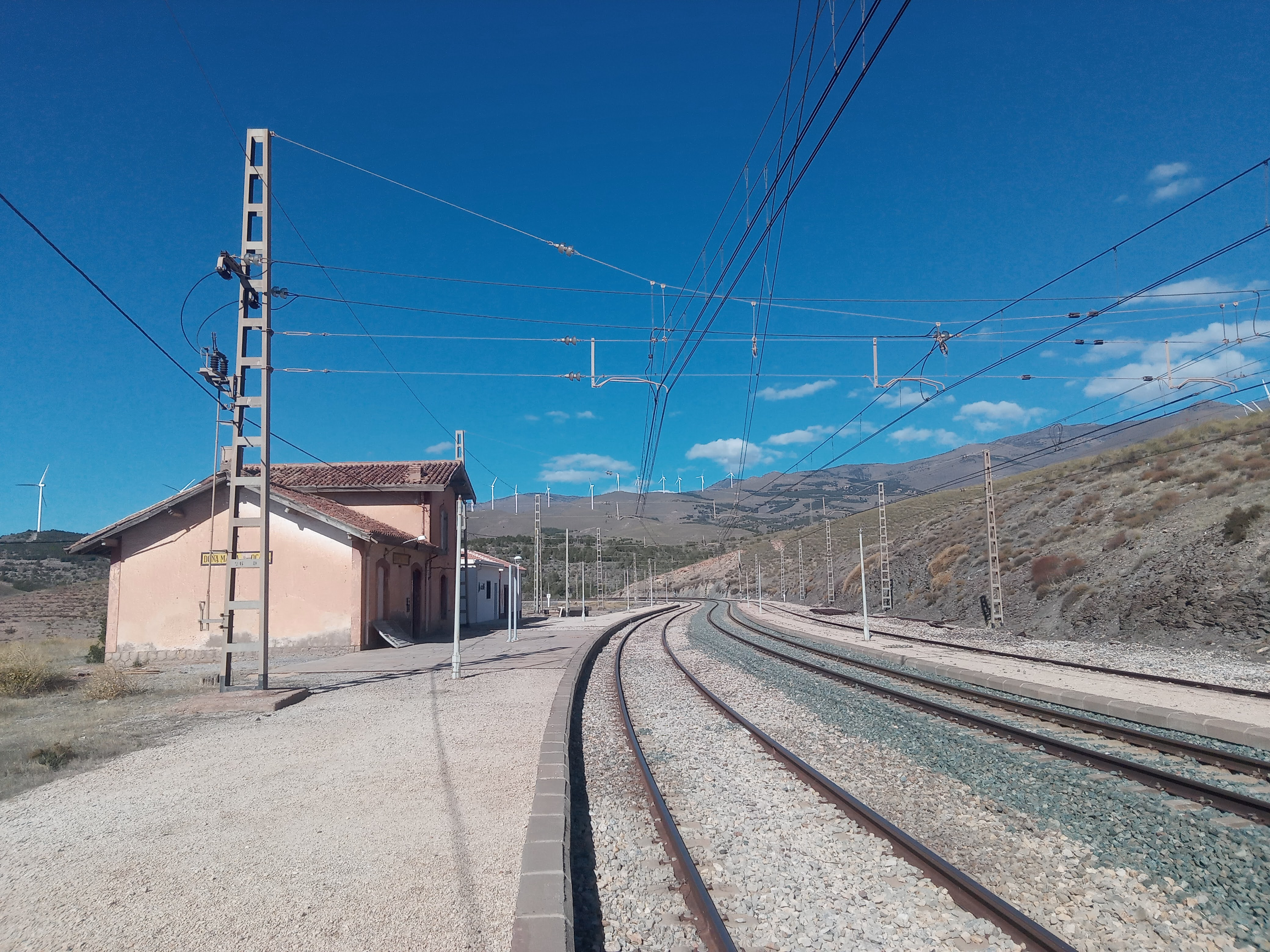
Station Doña María - Ocaña et éoliennes

## Histoire
Il y avait au moins deux mines sur la commune : les mines du Général (Minas del General, cuivre et 11 autres minéraux) de Cortijo Virginia à environ 5 km (à vol d'oiseau) au nord d'Escúllar ; et les Labores de Aparicio (principalement oxydes de fer et chrysocolle), à environ 1,5 km (à vol d'oiseau) à l'est Escúllar.

## Administration
| Période                                  | Période | Identité                       | Étiquette | Qualité |
| ---------------------------------------- | ------- | ------------------------------ | --------- | ------- |
| 2023                                     | -       | Virtudes Teresa Pérez Castillo | PSOE      | Maire   |
| Les données manquantes sont à compléter. |         |                                |           |         |